# Spyro the Dragon (серія)
Spyro the Dragon — серія відеоігор у жанрі платформера, яка була започаткована Insomniac Games і розроблялася різними компаніями. Головним героєм всіх ігор серії є дракон Спайро. 
Всі ігри серії виходили на різних комп'ютерних платформах, охопивши основні телевізійні та портативні ігрові консолі, що існували у період з 1998 року по теперішній час. 
- Spyro the Dragon — PlayStation (1998 — 1999, Insomniac Games)
- Spyro 2: Gateway to Glimmer (також Spyro 2: Ripto's Rage!, Spyro x Sparx: Tondemo Tours) — PlayStation (1999 — 2000, Insomniac Games)
- Spyro: Year of the Dragon — PlayStation (2000, Insomniac Games)
- Spyro: Season of Ice — Game Boy Advance (2001 — 2002, Digital Eclipse Software)
- Spyro 2: Season of Flame — Game Boy Advance (2002, Digital Eclipse Software)
- Spyro: Enter the Dragonfly — Nintendo GameCube (2002, Equinox Digital Entertainment), PlayStation 2 (2002, Check Six Studios)
- Spyro — мобільні телефони (2003)
- Spyro: Attack of the Rhynocs — Game Boy Advance (2003, Digital Eclipse Software)
- Spyro Orange: The Cortex Conspiracy (також Spyro Fusion, Spyro Advance: Waku Waku Tomodachi Daisakusen!) — Game Boy Advance (2004, Vicarious Visions)
- Spyro: Ripto Quest — мобільні телефони (2004, Digital Bridges)
- Spyro: A Hero's Tail — PlayStation 2, Xbox, Nintendo GameCube (2004, Eurocom)
- Spyro the Dragon — мобільні телефони (2005)
- Spyro: Shadow Legacy — Nintendo DS (2005, Amaze Entertainment)
- The Legend of Spyro: A New Beginning — GameCube, Game Boy Advance, Playstation 2, Xbox (2006, Krome Studios); Nintendo DS (2006, Amaze Entertainment)
- Legend of Spyro — мобільні телефони (2006)
- The Legend of Spyro: The Eternal Night — Playstation 2, Wii (2007, Krome Studios); Nintendo DS, Game Boy Advance (2007, Amaze Entertainment)
- The Legend of Spyro: Dawn of the Dragon — PlayStation 3, Xbox 360, Wii, PlayStation 2, Nintendo DS (січень 2008, Étranges Libellules, Amaze Entertainment)
- Skylanders: Spyro's Adventure — PlayStation 3, Xbox 360, Wii, Mac OS X, Microsoft Windows (2011, Toys For Bob), Nintendo 3DS (2011, Vicarious Visions)